# Grabovo (miasto Vukovar)
Grabovo – wieś w Chorwacji, w żupanii vukowarsko-srijemskiej, w mieście Vukovar. W 2011 roku liczyła 47 mieszkańców.